# Aeropuerto regional
Un aeropuerto regional es un aeropuerto con un tráfico relativamente pequeño o de zonas geográficas escasamente pobladas. Un aeropuerto regional no tiene normalmente instalaciones de aduanas e inmigración para gestionar el tráfico con otros países. En Canadá, los vuelos regionales normalmente se efectúan dentro de Canadá y algunos vuelos a los Estados Unidos. Unos pocos aeropuertos regionales estadounidenses, algunos de los cuales reciben actualmente el calificativo de aeropuerto internacional, pueden tener instalaciones de aduanas e inmigración, aunque la gran mayoría tiene sólo vuelos de cabotaje.
Los aviones que utilizan estos aeropuertos tienden a ser pequeños aviones ejecutivos, aviones privados y aviones regionales tanto turbohélice como a reacción. Estos vuelos suelen recorrer pequeñas distancias para dirigirse a grandes bases regionales. Para países de tamaño mediano como Francia, Alemania y Suecia, un aeropuerto regional es un aeropuerto atendido con pequeños aviones, incluso aunque vayan a las bases de operaciones nacionales.

## Europa
En los países europeos, los aeropuertos regionales suelen clasificarse como aeropuertos que no prestan servicio a la capital / ciudad más grande del país.  Ejemplos de grandes aeropuertos regionales son el Aeropuerto de Barcelona-El Prat (España) y el Aeropuerto de Manchester (Inglaterra), que se encuentran entre los aeropuertos más transitados de Europa y son utilizados tanto por aviones grandes como pequeños. En países como Francia, Alemania y Suecia, un aeropuerto regional es un aeropuerto para aviones pequeños, aunque viajen a un hub nacional, al igual que los vuelos procedentes de aeropuertos más grandes. Ejemplos de aeropuertos regionales más pequeños son el aeropuerto de Coventry y el aeropuerto de Adoración. En el norte de Noruega, un país con largas distancias y muchos aeropuertos con pistas cortas, los aeropuertos regionales son aquellos desde los que se operan vuelos al hub regional y no a la capital. 
Los vuelos comunitarios implican viajar de una ciudad o región a otra dentro del Estado o a otro.  Los pasajeros de vuelos comunitarios no necesitan pasar por aduanas ni inmigración, ya que no cruzan fronteras internacionales, gracias al Espacio Schengen y el Mercado Único Europeo. La compensación a los pasajeros europeos en caso de retraso o cancelación de vuelos nacionales está regulada por la Ordenanza de Derechos de los Pasajeros Aéreos de 2004 aprobado por el Parlamento Europeo.
Los aeropuertos regionales también son importantes para el desarrollo económico de las zonas a las que sirven.  Pueden atraer a empresas e industrias que necesitan acceso al transporte aéreo, así como proporcionar puestos de trabajo a los residentes locales.  Los aeropuertos regionales también pueden ser una fuente de turismo, ya que es más probable que la gente visite un destino si puede volar directamente allí.